# Radjkoemar Randjietsingh
mr. Radjkoemar Randjietsingh (13 augustus 1947) is een Surinaamse politicus , hij was van 1987 - 1991 en van 1996 - 2015 lid van De Nationale Assemblee .
Randjietsingh is jurist en was begin jaren 2010 fractievoorzitter van de VHP in De Nationale Assemblée (DNA). Namens Wanica zit hij van 2010 tot 2015 in DNA met 1465 voorkeurstemmen.
Van 1991 - 1996 was hij Minister van Openbare Werken.  
Hij was ondervoorzitter in het hoofdbestuur (VHP) , voorzitter Adviesraad en nu Erelid.  